# Skyscraper (2018)
Skyscraper (bra: Arranha-Céu: Coragem sem Limite; prt: Arranha-Céus) é um filme estadunidense de 2018, dos gêneros drama, ação e suspense, escrito e dirigido por Rawson Marshall Thurber.
Produzido pela Legendary Pictures, Perfect World Pictures, Seven Bucks Productions e Flynn Picture Co. e distribuído pela Universal Pictures, o filme é estrelado por Dwayne Johnson, Neve Campbell, Chin Han, Roland Møller, Pablo Schreiber,Byron Mann, Hannah Quinlivan e Noah Taylor.
As filmagens ocorreram entre agosto e novembro de 2017 na província Colúmbia Britânica, no Canadá. As filmagens principais tiveram início no dia 14 de agosto em Vancouver.

## Enredo
Veterano de guerra e ex-líder de operações de resgate do FBI, Will Sawyer (Dwayne Johnson) se vê no meio de uma trama conspiratória que o coloca como responsável por incendiar o mais alto e seguro edifício de Hong Kong. Além de tentar limpar seu nome e encontrar os responsáveis pelo atentado, Sawyer também terá de lutar para resgatar a sua família que está no edifício.

## Elenco
- Dwayne Johnson como Will Sawyer
- Neve Campbell como Sarah Sawyer, esposa de Will
- Chin Han como Zhao Min Zhi
- Pablo Schreiber
- Byron Mann como Inspetor Wu
- Hannah Quinlivan
- Noah Taylor
- Jason Day como Atirador 1
- Byron Lawson
- Elfina Luk como Sargento Han

## Recepção
No agregador de críticas Rotten Tomatoes, que categoriza as opiniões apenas como positivas ou negativas, o filme tem um índice de aprovação de 48% calculado com base em 280 comentários dos críticos que é seguido do consenso: "Bom elenco, mas derivado, Skyscraper não é exatamente um grande feito de suspense de ação, mas é solidamente construído o suficiente para se destacar entre os recursos mais levemente divertidos do gênero". Já no agregador Metacritic, com base em 42 opiniões de críticos que escrevem em maioria para a imprensa tradicional, o filme tem uma média aritmética ponderada de 51 entre 100, com a indicação de "revisões mistas ou neutras". O público entrevistado pela CinemaScore deu ao filme uma nota média de "B+" em uma escala de A+ a F.
Alonso Duralde, do TheWrap, chamou o filme de "suspense de verão satisfatório", ao mesmo tempo em que reconhece o enredo familiar e escreve: "Skyscraper não muda o jogo do filme de ação da maneira que Die Hard mudou, mas é uma diversão de verão solidamente divertida que pode ser apreciada em uma tela de cinema grande - ou melhor ainda, a tela de cinema drive-in que você pode encontrar."